# Törlspitze
Die Törlspitze ist ein 3052 m ü. A. hoher Berggipfel des Umbalkamms in der Venedigergruppe in Osttirol (Österreich). Sie liegt im Nordwesten Osttirols an der Gemeindegrenze zwischen St. Jakob in Defereggen und Prägraten am Großvenediger. Die Erstbesteigung der Törlspitze ist nicht bekannt, die erste Überschreitung nahmen J. Erlsbacher und V. Ladstätter 1894 vor.

## Lage
Die Törlspitze liegt zwischen der Schwarzen Törl (2941 m ü. A.) im Süden und dem Schwarzachtörl (2975 m ü. A.) im Norden, wobei das Schwarze Törl die Törlspitze vom Törlkopf  (3010 m ü. A.) und das Schwarzachtörl die Törlspitze von der Schwarzachspitze (3092 m ü. A.) trennt. Westlich der Törlspitze befindet sich das Schwarzachtal, östlich fällt der Berggipfel zum Karbach ab, der in den Daberbach (Dabertal) mündet.

## Aufstiegsmöglichkeiten
Der Normalweg auf die wenig besuchte Törlspitze verläuft von der Oberhausalm über die Seebachalmen durch das Schwarzachtal bis zum Törlbach, an dem ein fast vergessener Steig entlang zum Törler Kreuz und weiter zum Törlschartl (3004 m ü. A.) führt. Danach kann die Törlspitze unschwer über den Südostgrat bestiegen werden, wobei die Besteigung in diesem Fall über den Törlkopf (3010 m ü. A.) und durch das Schwarze Törl erfolgt. Alternativ kann der Aufstieg vom Törler Kreuz auch direkt vom Schwarzen Törl aus erfolgen. Auf Grund der tiefen Lage der Oberhausalm wird die Törlspitze oftmals von der Neuen Reichenberger Hütte begangen, wobei hier ein Steig vom Weg auf das Rotenmanntörl nach Norden zum Schwarzen Törl abzweigt. Eine weitere Variante für die Begehung der Törlspitze bietet der Anstieg über den Nordgrat vom Schwarzachtörl aus.